# Maria Nalepińska
Maria Nalepińska (ur. 1887 w Łodzi, zm. 21 stycznia 1973) – polska nauczycielka, krajoznawca, regionalista łódzki, działaczka PTTK.

## Studia i praca nauczycielska
Z wykształcenia polonistka, była długoletnią nauczycielką języka polskiego w Państwowej Szkole Włókienniczej w Łodzi. Oprócz pracy nauczycielskiej parała się dydaktyką nauczania języka polskiego, była autorką kilku publikacji z tego zakresu, między innymi Jak mówić i pisać poprawnie wydawnictwa Wiedzy Powszechnej a z mężem Aleksandrem napisała i wydała publikację Polacy swój język mają.

## Pozazawodowa społeczna działalność krajoznawcza
Z Polskim Towarzystwem Krajoznawczym PTK związała się w pierwszych latach istnienia Oddziału w Łodzi, jeszcze przed I wojną. W latach 20. XX w. była członkiem zarządu Oddziału PTK, a w latach 1932–1936 była prezesem Oddziału PTK w Łodzi (jedna z bardzo nielicznych kobiet pełniących tę funkcję społeczną). To ona spowodowała znaczne ożywienie działalności Towarzystwa, organizowano więcej wycieczek, odczytów, wystaw, spotkań towarzyskich itp., zwiększyła się wtedy ilość członków. Te działania oceniała jako niezwykle ważne dla krajoznawstwa i patriotyzmu. Pisała we wspomnieniach: ... przez krajoznawstwo do obrony kultury narodowej i wyrobienia obywatelskiego (...) Naszym dążeniem jest poznanie Polski, począwszy od miasta, powiatu i województwa. W pracach Oddziału wspólnie z mężem uczestniczyła aż do września 1939. 
Po wyzwoleniu działała nadal, w reaktywowanym PTK, a po zjednoczeniu Towarzystw – w PTTK, w ramach Komisji Krajoznawczej. Osobną dziedziną jej społecznej działalności krajoznawczej była współpraca z redakcją Biuletynu Zarządu Okręgu PTTK (istnieje do dziś, to "Wędrownik"). Niemal do ostatnich dni życia prowadziła tam społecznie korektę językową publikowanych artykułów.

## Wyróżnienia i odznaczenia
- Złota Odznaka "Zasłużony Działacz Turystyki",
- Złota Honorowa Odznaką PTTK,
- Honorowa Odznaka Miasta Łodzi.

Pochowana jest na Starym Cmentarzu przy ul. Ogrodowej w Łodzi.
Rada Narodowa m. Łodzi w 1986 nadała jej imię ulicy w Łodzi, na Olechowie.